# Hacelia
Hacelia è un genere di stelle marine della famiglia Ophidiasteridae.

## Specie
- Hacelia attenuata (Gray, 1840)
- Hacelia superba